# Ezechiel Banzuzi
Ezechiel Banzuzi (Zwijndrecht, 16 febbraio 2005) è un calciatore olandese, centrocampista del RB Lipsia.

## Carriera

### Club
Cresciuto nel settore giovanile del NAC Breda, il 16 febbraio 2022 ha firmato il suo primo contratto professionistico con i gialloneri, valido fino al 2024. Il 20 giugno 2023 è stato acquistato dall'OH Lovanio, con cui si è legato fino al 2026.

### Nazionale
Ha giocato nelle nazionali giovanili olandesi Under-17, Under-18, Under-19 ed Under-21.

## Statistiche

### Presenze e reti nei club
Statistiche aggiornate al 2 marzo 2024.
| Stagione         | Squadra          | Campionato       | Campionato | Campionato | Coppe nazionali | Coppe nazionali | Coppe nazionali | Coppe continentali | Coppe continentali | Coppe continentali | Altre coppe | Altre coppe | Altre coppe | Totale | Totale |
| Stagione         | Squadra          | Comp             | Pres       | Reti       | Comp            | Pres            | Reti            | Comp               | Pres               | Reti               | Comp        | Pres        | Reti        | Pres   | Reti   |
| ---------------- | ---------------- | ---------------- | ---------- | ---------- | --------------- | --------------- | --------------- | ------------------ | ------------------ | ------------------ | ----------- | ----------- | ----------- | ------ | ------ |
| 2021-2022        | NAC Breda        | ED               | 20+2       | 0+1        | CO              | 2               | 0               | -                  | -                  | -                  | -           | -           | -           | 24     | 1      |
| 2022-2023        | NAC Breda        | ED               | 31+4       | 5+1        | CO              | 0               | 0               | -                  | -                  | -                  | -           | -           | -           | 35     | 6      |
| Totale NAC Breda | Totale NAC Breda | Totale NAC Breda | 51+6       | 5+2        |                 | 2               | 0               |                    | -                  | -                  |             | -           | -           | 59     | 7      |
| 2023-2024        | OH Lovanio       | D1               | 25         | 2          | CB              | 3               | 1               | -                  | -                  | -                  | -           | -           | -           | 28     | 3      |
| Totale carriera  | Totale carriera  | Totale carriera  | 76+6       | 7+2        |                 | 5               | 1               |                    | -                  | -                  |             | -           | -           | 87     | 10     |